# 金口圣若望堂 (罗马)

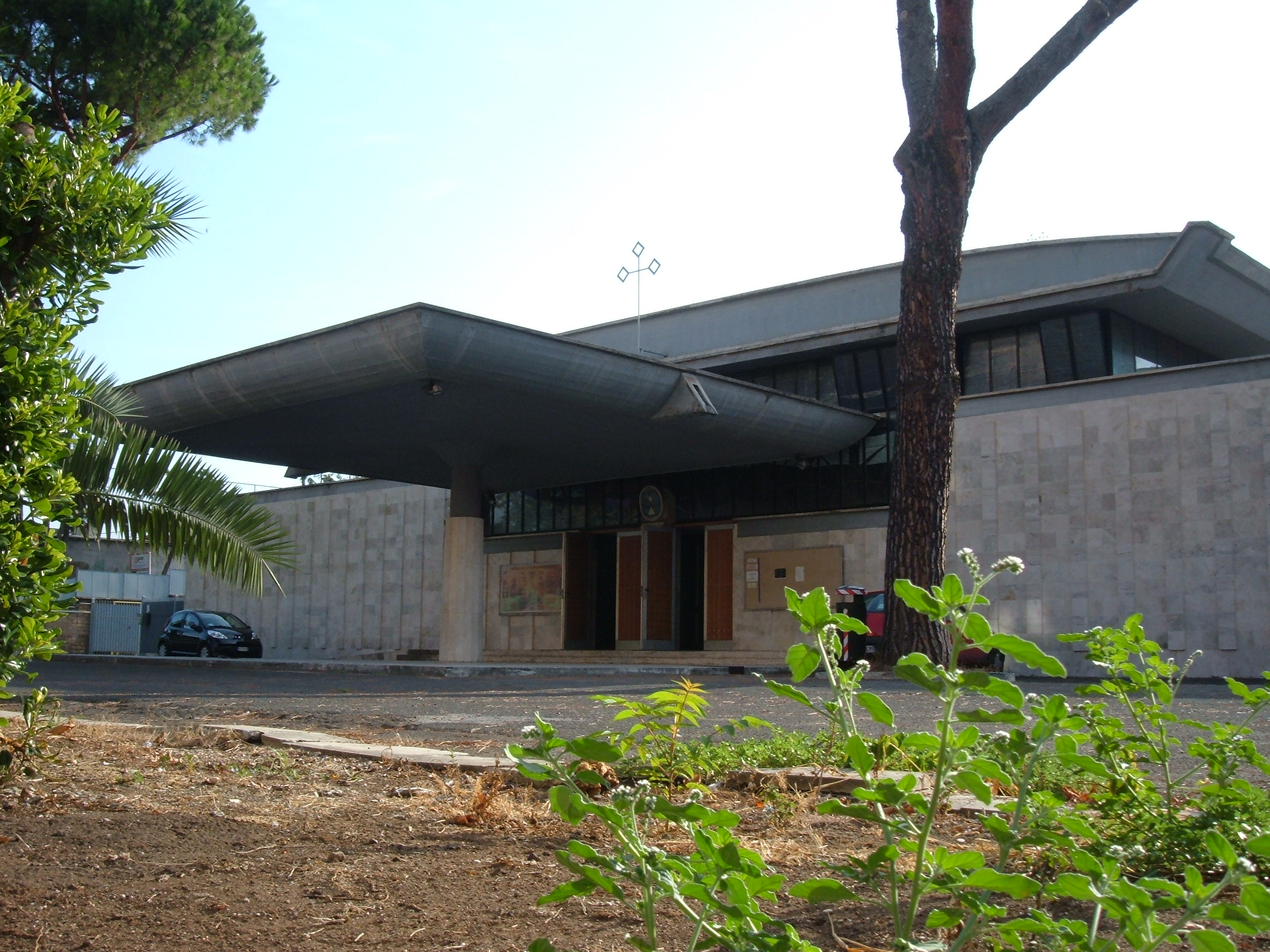

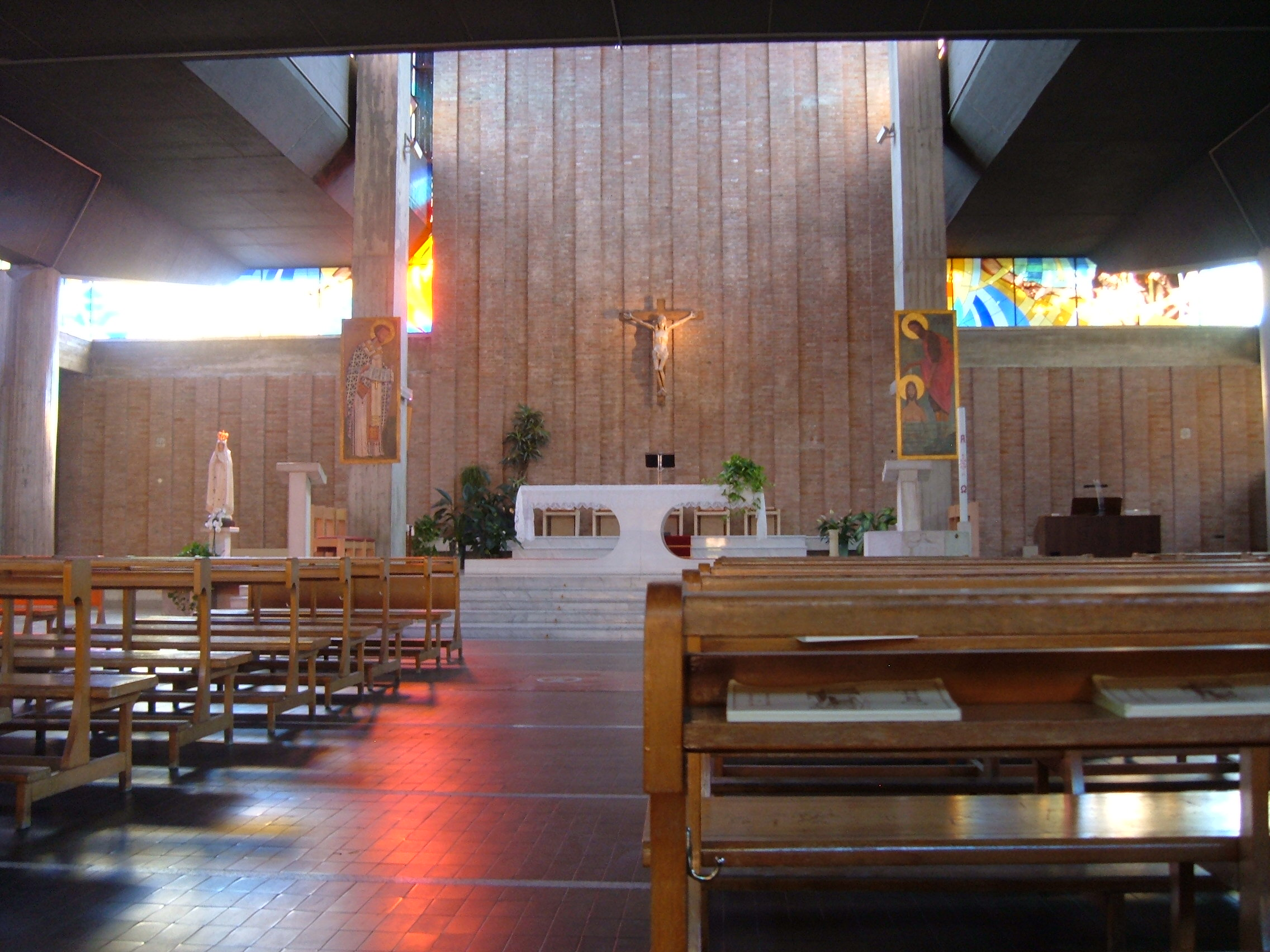

金口圣若望堂（chiesa di San Giovanni Crisostomo）是一座罗马天主教教堂，位于罗马Monte Sacro Alto区的via Emilio De Marchi。

## 历史
该堂建于1968-1969年，建筑师Ennio Canino和Viviana Rizzi: 1969年2月16日祝圣。
堂区由Clemente Micara枢机创建于1964年1月15日。1969年由保禄六世封为领衔堂区。
该堂曾有两位教宗到访：保禄六世（1969年3月16日）和若望保禄二世（1990年3月25日）。